# Georges Gricouroff
Georges Gricouroff, né le 24 février 1899 à Montreux, en Suisse, et mort le 31 août 1993 à Paris 14e, est un médecin, cancérologue, radiologiste et biologiste français, professeur et chercheur à l'Institut Curie. Pionnier de la radiothérapie, il restera une référence dans ce domaine durant de longues années.

## Biographie
Georges Gricouroff (surnommé Didi) est né de parents géorgiens. Il quitte la Russie avec sa mère (Véra) et sa sœur (Nina), après l'échec de la révolution russe de 1905. Il est élève de l’École alsacienne dès 1912 et obtient un baccalauréat es-Sciences à Paris en 1916. Il poursuit des études médicales à la faculté de médecine de Paris.
En 1924, il entre sur la recommandation de Marie Curie, à l'Institut Curie, où il fera toute sa carrière sous la direction de Claudius Regaud, puis d’Antoine Lacassagne.
Il obtient en 1930 le diplôme d’état de docteur en médecine grâce à sa thèse Étude histologique de l'action des rayons X sur l'ovaire à la période d'ovogénèse, récompensée par la médaille d’argent de la faculté en 1931. Après quelques passages dans divers services cliniques de l'Institut Curie, il est attaché en 1927 au laboratoire d’histopathologie du cancer, dont il deviendra chef en 1932, puis chef honoraire en 1962.
En 1933, Georges Gricouroff obtient la nationalité française par naturalisation. Pendant la Seconde Guerre mondiale, en 1940, il est chargé du repli du personnel et des malades de l’hôpital Curie, situé à Paris, vers Clairvivre en Dordogne. Au long de sa carrière, il publie personnellement 70 articles portant tous sur le cancer, la radiobiologie et la radiopathologie et 40 articles en collaboration.
En 1941, il publie avec Antoine Lacassagne, un livre de référence sur les aspects histopathologiques des effets des radiations ionisantes, ouvrage qui représente une synthèse des travaux de la Fondation Curie au cours des années 1920 - 1930.
Il épouse le 18 octobre 1924 à Paris, la pédiatre Colette Rodet, née en 1898 à Dieulefit et décédée en 1989, fille de Paul Rodet et Henriette Pin, avec laquelle il a deux filles, Nadine et Anne. Nadine, l’aînée, géographe, épousera Nils Perrin, fils de Francis Perrin (physicien, haut-commissaire du CEA) et petit-fils de Jean Perrin (prix Nobel de physique 1926), avec lequel elle aura trois enfants (Antoine, Florence et Arnaud). Anne, devenue biologiste, épousera Pierre Joliot, fils d'Irène et Frédéric Joliot-Curie (Prix Nobel de physique 1935) et petit-fils de Pierre et Marie Curie (prix Nobel de physique 1903 et de chimie 1911), avec lequel elle aura deux fils (Marc et Alain).
Sa sœur Nina Gricouroff (Ninette), médecin, l'aidera dans ses travaux de traduction.

## Publications
- Les réflexes conditionnels, étude objective de l'activité nerveuse supérieure des animaux, par Ivan Pavlov, traduction par Nina et Georges Gricouroff, Paris, Félix Alcan, 379 pages, 1927.
- Étude histologique de l'action des rayons X sur l'ovaire à la période d'ovogénèse, thèse de médecine, Paris, PUF, 72 pages, 1930.
- Sur la classification histogénétique des épithéliomas cervico-utérins, et particulièrement sur les épithéliomas pseudo-épidermiques, originaires de l'épithélium canalaire mucipare, avec Claudius Regaud, Cahors, Coueslant, 11 pages, 1933.
- Du Rôle conjugué possible d'un foyer inflammatoire et des rayons X dans la pathogénie d'un cas de cancer chez l'homme, Paris, Masson, 4 pages, 1934.
- Action des radiations sur les tissus, avec Antoine Lacassagne, Paris, Masson &Cie, 171 pages, 1941.
- Chirurgie, association radio-chirurgicale, histopathologie, hormonothérapie, avec André Tailhefer, Paris, 1948.
- La Röntgenthérapie seule dans le traitement des cancers du sein opérables et inopérables, avec François Baclesse, Paris, 1948.
- Action des radiations ionisantes sur l'organisme, avec Antoine Lacassagne, Paris, Masson, 199 pages, 1956.
- Réflexes conditionnels et inhibitions, par Ivan Pavlov, traduction par Georges Gricouroff, Paris, Gonthier, 226 pages, 1963.
- Les réflexes conditionnés, étude objective de l'activité nerveuse supérieure des animaux, par Ivan Pavlov, traduction par Georges Gricouroff, Paris, PUF, 375 pages, 1977.